# 야마구치촌 (이시카와현)

야마구치촌(山口村)은 이시카와현 노미군에 있던 촌이다. 현재의 노미시의 중심부에 해당한다.

## 역사
- 1889년 4월 1일 - 정촌제 시행에 의해 11촌의 구역을 가지고 야마구치촌이 성립하였다.
- 1907년 8월 5일 - 야마구치촌, 미야우치촌이 합병해 야마카미촌이 성립하였다.

## 교통

### 철도
훗날 호쿠리쿠 철도 히카마역, 다이마루역, 다쓰노쿠치온센역, 가미카이호쓰역이 위치했지만, 당시에는 미개업 상태였다. 

## 참고문헌
- 角川日本地名大辞典 17 石川県